# 89264 Севені
89264 Севені (89264 Sewanee) — астероїд головного поясу, відкритий 11 листопада 2001 року.
Тіссеранів параметр щодо Юпітера — 3,510.